# Munca Tineretului Român

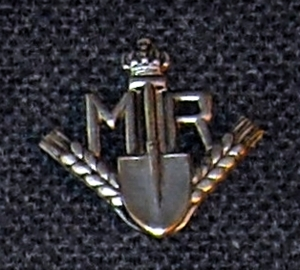
insigna Munca Tineretului Român - MTR (1942)

Munca Tineretului Român (MTR) a fost o organizație paramilitară care a activat în România între anii 1942-1944.

## Istoric
Având ca sursă de inspirație mișcarea germană Reichsarbeitsdienst (RAD) din anii 1934-1945, regimul gen. Ion Antonescu a dorit ca în anii războiului să ofere o preocupare tineretului, astfel încât acesta să nu fie atras de Garda de Fier. 
Legea nr. 425 din 15.05.1941 pentru organizarea muncii naționale reglementa obligativitatea muncii în folos obștesc a celor fără ocupație (atât români, cât și evrei). Axată pe pregătirea paramilitară a tinerilor, Munca Tineretului Român urmărea educarea membrilor săi în spiritul muncii sociale și antrenarea lor la construirea de lucrări civile: viaducte, apeducte, tuneluri, poduri și șosele.
Sediul organizației se afla la Breaza, în clădirea în care astăzi funcționează Colegiul Național Militar „Dimitrie Cantemir”. După desființarea Cercetășiei, în aceeași clădire fusese stabilit Centrul de Comandanți Străjeri (1938-1940). Centrul MTR era coordonat de gen. Emil Pălăngeanu și lt.col. Ioan Dem. Dimăncescu. 
Organizația și-a încetat activitatea după 23 august 1944, când România încheia războiul cu puterile aliate și a întors armele împotriva Axei.